# معركة العقر
معركة العقر وقعت سنة (102 هـ / 720م) بين جيوش يزيد بن المهلب وجيوش الامويين بقيادة مسلمة بن عبد الملك وانتهت بمقتل يزيد وحبيب أبناء المهلب بن أبي صفرة وفرار بقيتهم إلى خراسان قبل ان يلحق بهم القائد الاموي مدرك بن ضب الكلبي ويقتل من بقي من الأسرة المهلبية بعد أن أمروا عليهم المفضل بن المهلب.

## اسباب المعركة
أسباب حدوث المعركة حيث كان يزيد بن المهلب واليا على العراق ثم خراسان ثم البصرة في خلافة سليمان بن عبد الملك وكان يزيد مقربا من سليمان، ولما تولى عمر بن عبد العزيز الخلافة عزل يزيد بن المهلب وسجنه، فلما مات عمر ذهب غلمان يزيد، وأخرجوه من السجن خوفا من الخليفة الجديد يزيد بن عبد الملك الذي توعد وأقسم بقتل ال المهلب بسبب تعذيب يزيد بن المهلب ال الحجاج بن يوسف الثقفي وجماعتة ال ابي عقيل الثقفيين عندما كان يزيد واليا للعراق زمن سليمان بن عبد الملك قام بالقبض على اسرة الحجاج وجماعتة ال ابي عقيل وقام بتعذيبهم، وكان ال ابي عقيل اصهارا ليزيد بن عبد الملك لان زوجتة هي أم الحجاج بنت محمد بن يوسف الثقفي شقيق الحجاج بن يوسف وهي أم الوليد بن يزيد بن عبد الملك وهو أكبر أبناء يزيد.

## المعركة
معركة العقر وقعت سنة (102 هـ / 720م) في خلافة يزيد بن عبد الملك، بين يزيد بن المهلب وجيش الخلافة بقيادة مسلمة بن عبد الملك، بايع أهل البصرة والازد وربيعة يزيد بن المهلب واستولوا عليها، وتجهز لحرب جيش الخلافة.
وخرج يزيد بن المهلب فخلع يزيد بن عبد الملك واستحوذ على البصرة وذلك بعد محاصرة طويلة وقتال طويل، فلما ظهر عليها بسط العدل في أهلها، وبذل الأموال، وحبس عاملهاعدي بن أرطأة الفزاري لأنه كان قد حبس آل المهلب الذين كانوا بالبصرة، حين هرب يزيد بن المهلب من محبس عمر بن عبد العزيز، وكان لما ظهر على قصر الإمارة أتى بعدي بن أرطاة، فدخل عليه وهو يضحك، فقال له يزيد بن المهلب إني لأتعجب من ضحكك لأنك هربت من القتال كما تهرب النساء، وإنك جئتني وأنت تتل كما يتل العبد. 
فقال عدي: إني لأضحك لأن بقائي بقاء لك، وإن من ورائي طالبا لا يتركني. قال: ومن هو؟ قال: جنود بني أمية بالشام لا يتركونك، فتدارك نفسك قبل أن يرمي إليك البحر بأمواجه فتطلب الإقالة فلا تقال. فرد عليه يزيد جواب ما قال، ثم سجنه كما سجن أهله.
واستقر أمر يزيد بن المهلب بالبصرة، وبعث نوابه في النواحي والجهات، واستناب في الأهواز، وأرسل أخاه مدرك بن المهلب على نيابة خراسان ومعه جماعة من المقاتلة، فلما بلغ خبره الخليفة يزيد بن عبد الملك جهز ابن أخيه العباس بن الوليد بن عبد الملك في أربعة آلاف، مقدمة بين يدي عمه مسلمة بن عبد الملك وهو في جنود الشام قاصدين البصرة لقتاله، ولما بلغ يزيد بن المهلب مخرج الجيوش قاصدة إليه، خرج من البصرة واستناب عليها أخاه مروان بن المهلب، وجاء حتى نزل واسط واستشار من معه من الأمراء في ماذا يعتمده؟ فاختلفوا عليه في الرأي، فأشار عليه بعضهم بأن يسير إلى الأهواز ليتحصن في رؤوس الجبال فقال: إنما تريدون أن تجعلوني طائرا في رأس جبل. وأشار عليه رجال أهل العراق أن يسير إلى الجزيرة فينزلها، ويتحصن بأجود حصن فيها، ويبعض عليه رجال أهل العراق، ويجتمع عليه أهل الجزيرة فيقاتل بهم أهل الشام.
ركب يزيد بن المهلب من واسط واستخلف عليها ابنه معاوية، وسار هو في جيش، وبين يديه أخوه عبد الملك بن المهلب حتى بلغ مكانا يقال له - العقر - وانتهى إليه مسلمة بن عبد الملك في جنود لا قبل ليزيد بها، وقد التقت المقدمتان أولا، فاقتتلوا قتالا شديدا، فهزم أهل البصرة أهل الشام ثم تذامر أهل الشام فحملوا على أهل البصرة فكشفوهم، فهزموهم، وقتلوا منهم جماعة من الشجعان، منهم المنتوف وكان شجاعا مشهورا وكان من موالي بكر بن وائل: فقال في ذلك الفرزدق:
تبكي على المنتوف بكر بن وائل
وتنهى عن ابني مسمع من بكاهما
فأجابه الجعد بن درهم مولى الثوريين من همدان، وهذا الرجل هو أول الجهمية، وهو الذي ذبحه خالد بن عبد الله القسري يوم عيد الأضحى، فقال الجعد:
نبكي على المنتوف في نصر قومه
ولسنا نبكي الشائدين أباهما
أراد فناء الحي بكر بن وائل
```
فعز تميم لو أصيب فناهما
```

فلا لقيا روحا من الله ساعة
ولا رقأت عينا شجي بكاهما
أفي الغش نبكي إن بكينا عليهما
وقد لقيا بالغش فينا رداهما
ولما اقترب مسلمة، وابن أخيه العباس بن الوليد من جيش يزيد بن المهلب خطب يزيد بن المهلب الناس، وحرضهم على قتال أهل الشام وكان مع يزيد نحو من مائة ألف وعشرين ألفا قد بايعوه على السمع والطاعة وعلى كتاب الله وسنة رسوله، وعلى أن لا تطأ الجنود بلادهم، وعلى أن لا تعاد عليهم سيرة الحجاج بن يوسف، ومن بايعنا على ذلك قبلنا منه، ومن خالفنا قاتلناه.
وكان الحسن البصري في هذه الأيام يحرض الناس على الكف وترك الدخول في الفتنة وينهاهم، وذلك لما وقع من الشر الطويل العريض في أيام فتنة عبد الرحمن بن الأشعث، وما قتل بسبب ذلك من النفوس العديدة، وجعل الحسن يخطب الناس، ويعظهم في ذلك، ويحرضهم على الكف، فبلغ ذلك نائب البصرة مروان بن المهلب، فقام في الناس خطيبا فأمرهم بالجد والجهاد والنفير إلى القتال، ثم قال: ولقد بلغني أن هذا الشيخ الضال المرائي ولم يسمه يثبط الناس عنا، أما والله ليكفن عن ذلك، أو لأفعلن ولأفعلن، وتوعد الحسن، فلما بلغ الحسن قوله، قال: أما والله ما أكره أن يكرمني الله بهوانه. فسلمه الله منه حتى زالت دولتهم، وذلك أن الجيوش لما تواجهت تبارز الناس قليلا، ولم تنشب الحرب شديدا، فلم يثبت أهل العراق حتى فروا سريعا، وبلغهم أن الجسر الذي جاءوا عليه قد حرق فانهزموا، فقال يزيد بن المهلب ما بال الناس؟ ولم يكن من الأمر ما يفر من مثله، فقيل له: إنه بلغهم أن الجسر قد حرق. فقال: قبحهم الله.
ثم رام أن يرد المنهزمين فلم يمكنه ذلك، فثبت في عصابة من أصحابه، وجعل بعضهم يتسللون منه حتى بقي في شرذمة منهم قليلة، وهو مع ذلك يسير قدما لا يمر بخيل إلا هزمهم وكان بطلا شجاعا مقدام، وأهل الشام ينحازون عنه يمينا وشمالا، وقد قتل قبله أخوه حبيب بن المهلب فازداد حنقا وغضبا، وهو على فرس له أشهب، ثم قصد نحو مسلمة بن عبد الملك لا يريد غيره، فلما واجهه حملت عليه خيول الشام فقتلوه، وقتلوا معه أخاه محمد بن المهلب، وقتلوا معه السميدع وكان من الشجعان، وكان الذي قتل يزيد بن المهلب رجل يقال له: القحل بن عياش الكلبي من بني كلب وقتل القحل إلى جانب يزيد بن المهلب، وجاءوا برأس يزيد بن المهلب إلى مسلمة، فأرسله مع خالد بن الوليد بن عقبة بن أبي معيط إلى أخيه أمير المؤمنين يزيد بن عبد الملك، واستحوذ مسلمة على ما في معسكر يزيد بن المهلب، وأسر منهم نحوا من ثلاثمائة، فبعث بهم إلى الكوفة، وبعث إلى أخيه فيهم، فجاء كتاب يزيد بن عبد الملك بقتلهم، وسار مسلمة فنزل الحيرة.

## نكبة أسرة ال المهلب ومقتلهم
لما انتهت هزيمة يزيد بن المهلب إلى ابنه معاوية، وهو بواسط، عمد إلى نحو من ثلاثين أسيرا في يده فقتلهم ; منهم عدي بن أرطاة، وابنه، ومالك، وعبد الملك ابنا مسمع وهما من اشراف بكر بن وائل، وجماعة من الأشراف، ثم أقبل حتى أتى البصرة ومعه الخزائن من الأموال ، وجاء عمه المفضل بن المهلب، فاجتمع آل المهلب بالبصرة ، فأعدوا السفن ، وتجهزوا أتم الجهاز ، واستعدوا للهرب ، فساروا بعيالهم وأثقالهم ، فلم يزالوا سائرين ، حتى أتوا جبال كرمان فنزلوها ، واجتمع عليهم جماعة ممن فل ممن كان مع يزيد بن المهلب ، وقد أمروا عليهم المفضل بن المهلب ، فأرسل مسلمة بن عبد الملك جيشا ، عليهم هلال بن أحوز المازني في طلب آل المهلب ، ويقال : إنهم أمروا عليهم رجلا يقال له : مدرك بن ضب الكلبي . فلحقهم بجبال كرمان فاقتتلوا هنالك قتالا شديدا ، فقتل جماعة من أصحاب المفضل ، وأسر جماعة من أشرافهم ، وانهزم بقيتهم ، ثم لحقوا المفضل فقتلوه ، وحمل رأسه إلى مسلمة بن عبد الملك وأقبل جماعة من أصحاب يزيد بن المهلب فأخذوا لهم أمانا من أمير الشام ; منهم مالك بن إبراهيم بن الأشتر النخعي، ثم أرسلوا بالأثقال والأموال والنساء والذرية فوردت على مسلمة بن عبد الملك ومعهم رأس المفضل وعبد الملك ابني المهلب ، فبعث مسلمة بالرؤوس ، وتسعة من الصبيان الأحداث الحسان إلى أخيه يزيد ، فأمر بضرب أعناق أولئك ، ونصبت رؤوسهم بدمشق ثم أرسلها إلى حلب فنصبت بها ، وحلف مسلمة بن عبد الملك ليبيعن ذراري آل المهلب ، فاشتراهم بعض الأمراء إبرارا لقسمه بمائة ألف ، فأعتقهم وخلى سبيلهم ، ولم يأخذ مسلمة من ذلك الأمير شيئا .